# Spanyol–amerikai háború
A spanyol–amerikai háború 1898-ban zajlott le Spanyolország és az Amerikai Egyesült Államok között, miután utóbbi beavatkozott a kubai függetlenségi háborúba. A háború eredményeképpen Spanyolország elvesztette utolsó jelentős tengerentúli gyarmatait, Kubát, a Fülöp-szigeteket, Puerto Ricót és Guam szigetét, az USA pedig imperialista gyarmattartó hatalommá vált, bár Kuba formális függetlenséget kapott – amerikai gyámság alatt. A rövid harc révén az Egyesült Államok elérte régi céljait: amint azt John Quincy Adams 1823-ban még külügyminiszterként megjósolta, Kuba érett gyümölcsként hullott az ölükbe. A Fülöp-szigetek és Guam pedig Hawaii után újabb ugródeszkát jelentettek Kína felé, az ottani amerikai befolyás elősegítésére. 
A spanyol uralom ellen évek óta folyt a függetlenségi harc Kubában, az USA pedig korábban is összeütközésbe került Spanyolországgal, például 1873-ban a Virginius incidens okán, amikor a felkelők által bérelt amerikai hajó, a Virginius legénységének 58 tagját, köztük több amerikai állampolgárt is kivégeztek a spanyolok. Az Egyesült Államok közvéleményét spanyolellenes propagandával befolyásolták az olyan újságírók, mint Joseph Pulitzer és William Randolph Hearst, akik a sárga újságírás eszközét alkalmazták a kubai spanyol adminisztráció kritizálására. A három hónapig tartó háború közvetlen kiváltó oka a januárban Havannába küldött USS Maine 260 halálos áldozattal járó felrobbanása volt, amelyet az akkori közvélemény spanyol szabotázs eredményének gondolt. 
Az amerikai vezető körök túlnyomó része gazdaságilag is érdekelt volt a háborúban, a kubai gazdasági lehetőségek feltárásában. Voltak azonban ellentétes vélemények is. A Kongresszus végül nagy többséggel a háború pártjára állt, de egy republikánus módosító indítvány eredményeképpen arról is határozatot hozott, hogy az amerikai haderő nem létesíthet állandó jelenlétet Kubában. Spanyolország kereste a kiegyezés lehetőségét, ám az Egyesült Államok ezt elutasította, és ultimátumot küldött, Kuba feladását követelve, ezt viszont Madrid utasította el. Április 25-én a Kongresszus deklarálta, hogy a két ország között április 21., az amerikai tengeri blokád életbe lépése óta hadiállapot áll fenn.
Bár a fő kérdés Kuba függetlensége volt, a harcok a Csendes-óceánon is folytak. Az amerikai tengeri fölény döntőnek bizonyult, és lehetővé tette az expedíciós erők partraszállását Kubában, ahol a spanyol helyőrséget a felkelők támadásai és a sárgaláz már térdre kényszerítették. A létszámfölényben lévő amerikai, és a velük szövetséges filippínó, illetve kubai csapatok elfoglalták Manilát, illetve Santiago de Cubát, a spanyol egységek némelyikének jó katonai teljesítménye és a például a San Juannál tanúsított ádáz ellenállása dacára. Miután két elavult spanyol flottaegységet elsüllyesztettek az amerikaiak Manilánál és Santiago de Cubánál és a harmadik, modernebbet visszahívták az anyaország partjait védeni, a spanyol kormány békét kért.
A háború az 1898-as párizsi békével zárult le, ahol az Egyesült Államok protektorátust szerzett Kuba felett, a spanyolok pedig lemondtak gyarmati fennhatóságukról Puerto Rico, Guam és a Fülöp-szigetek felett. Ez utóbbi infrastruktúrájáért 20 millió dollárt fizetett az USA. A vereség és a gyarmati birodalom összeomlása mélyen megrázta a spanyol nemzeti öntudatot, ami a társadalom alapos filozófiai és művészeti újraértékeléséhez vezetett.

## Háttér

### Spanyol gyarmatok
A félszigeti háború, a legtöbb amerikai gyarmat függetlenedése és a karlista háborúk a megmaradt birodalom újjáértelmezését vonták maguk után. A liberális spanyol elit tagjai, mint például Antonio Cánovas del Castillo és Emilio Castelar új magyarázatokat adtak a birodalom fogalmára, illeszkedve a növekvő spanyol nacionalizmushoz. Előbbi a Madridi Egyetemen tartott 1882-es beszédében világossá tette, hogy a spanyol nemzet azonos kulturális és nyelvi elemekből áll az Atlanti-óceán mindkét oldalán, ami egyben tartja a spanyol területeket. Kifejtette, hogy Spanyolország jelentősen különbözött Nagy-Britanniától és Franciaországtól a gyarmatosítás módszereiben és céljaiban, és tőlük eltérően a civilizáció és a kereszténység terjesztése volt a fő célja Amerikában. A kulturális egység koncepciója különös jelentőséget tulajdonított Kubának, amely már négy évszázada spanyol felségterület, és a nemzet integráns része volt.

### Az Egyesült Államok növekvő érdeklődése
James Monroe amerikai elnök 1823-ban kihirdette a Monroe-elvet, amiben rögzítette, hogy az Egyesült Államok nem tűr el semmilyen olyan törekvést az európai államok részéről, amelynek célja amerikai területek gyarmatosítása vagy az ottani államokba történő beavatkozás. Az elnök azonban hangsúlyozta, hogy az elv nem érinti a fennálló status quót és a gyarmati uralom alatt álló területek belügyeibe nem kíván beleavatkozni. Az amerikai polgárháború előtti években a déli expanzionisták megpróbálták elérni, hogy a szövetségi kormány megvásárolja vagy elutasítás esetén erővel szerezze meg Kubát, és rabszolgatartó állammá szervezze azt. Az Ostend kiáltványban megfogalmazott javaslat azonban elbukott, és a következő években a polgárháború felé terelődött az ország figyelme.
Az amerikaiak a Panama-csatorna megépítése után ismerték fel a tengeri védekezés fontosságát. Jelentős befolyást gyakorolt Alfred Thayer Mahan kapitány és stratéga „tengeri erő” koncepciója, amelynek Theodore Roosevelt is híve volt. Roosevelt későbbi haditengerészeti miniszterhelyettes, a minisztérium tényleges vezetője a Kuba felé történő terjeszkedés és a spanyolok elleni háború támogatója volt.
Eközben a José Martí értelmiségi vezette kubai felszabadítási mozgalom irodákat hozott létre Floridában és New Yorkban, hogy fegyvereket vásároljon és csempésszen be Kubába. Jelentős propagandakampányt indítottak, hogy szimpátiát ébresszenek, aminek segítségével nyomást gyakorolhatnak Spanyolországra. A protestáns egyházak és a demokrata földművesek támogatták őket, de Washington üzleti érdekek miatt figyelmen kívül hagyta ezt. A Kubán kívül spanyol gyarmatokat kevés érdeklődés övezte, és a történészek szerint nem volt jelentős támogatottsága egy gyarmatbirodalom megteremtésének.

## Előzmények

### Kubai függetlenségi háború

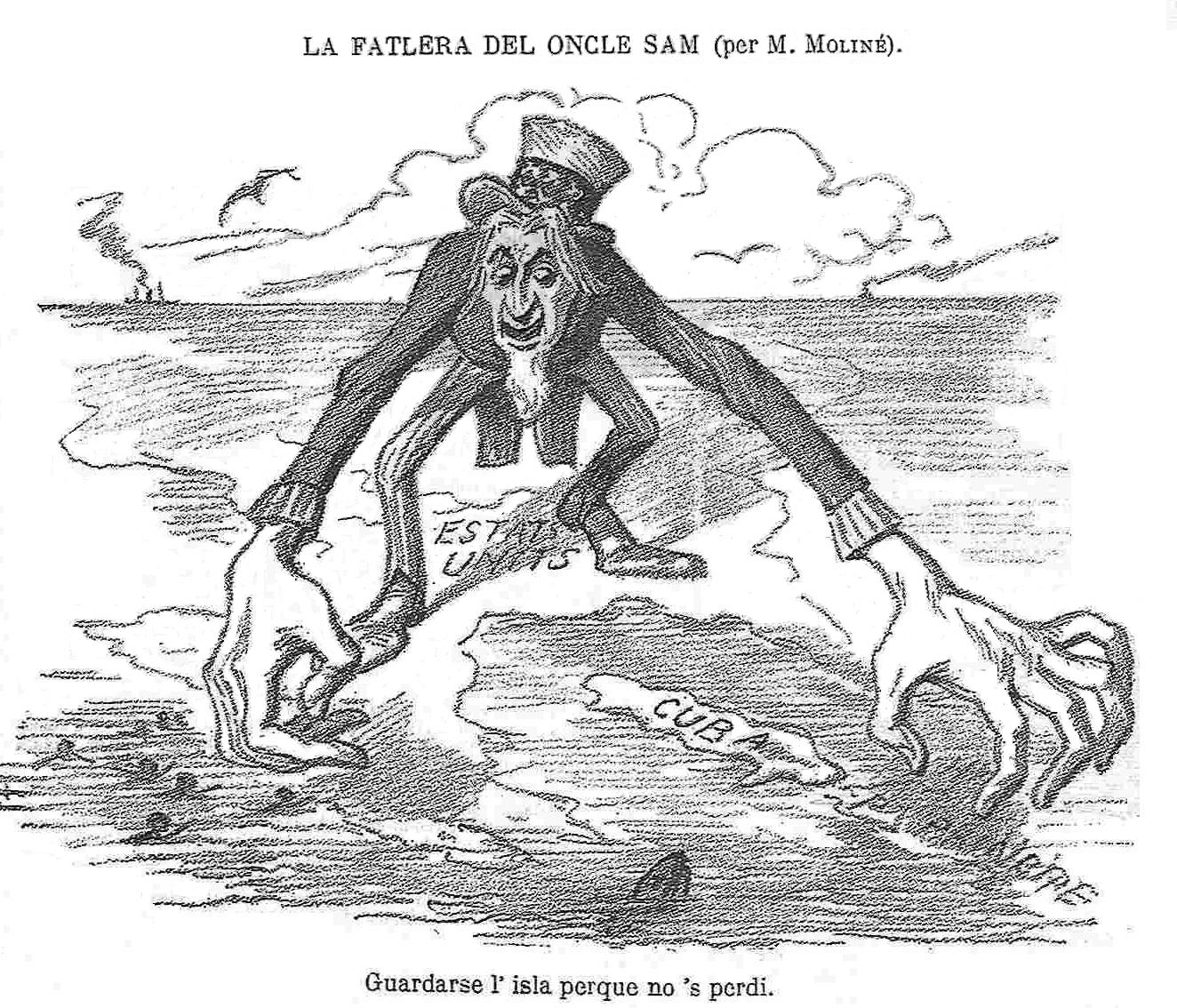
Egy 1896-os, a La Campana de Gràcia-ban megjelent katalán szatirikus rajz, ami az Egyesült Államok viselkedését kritizálja

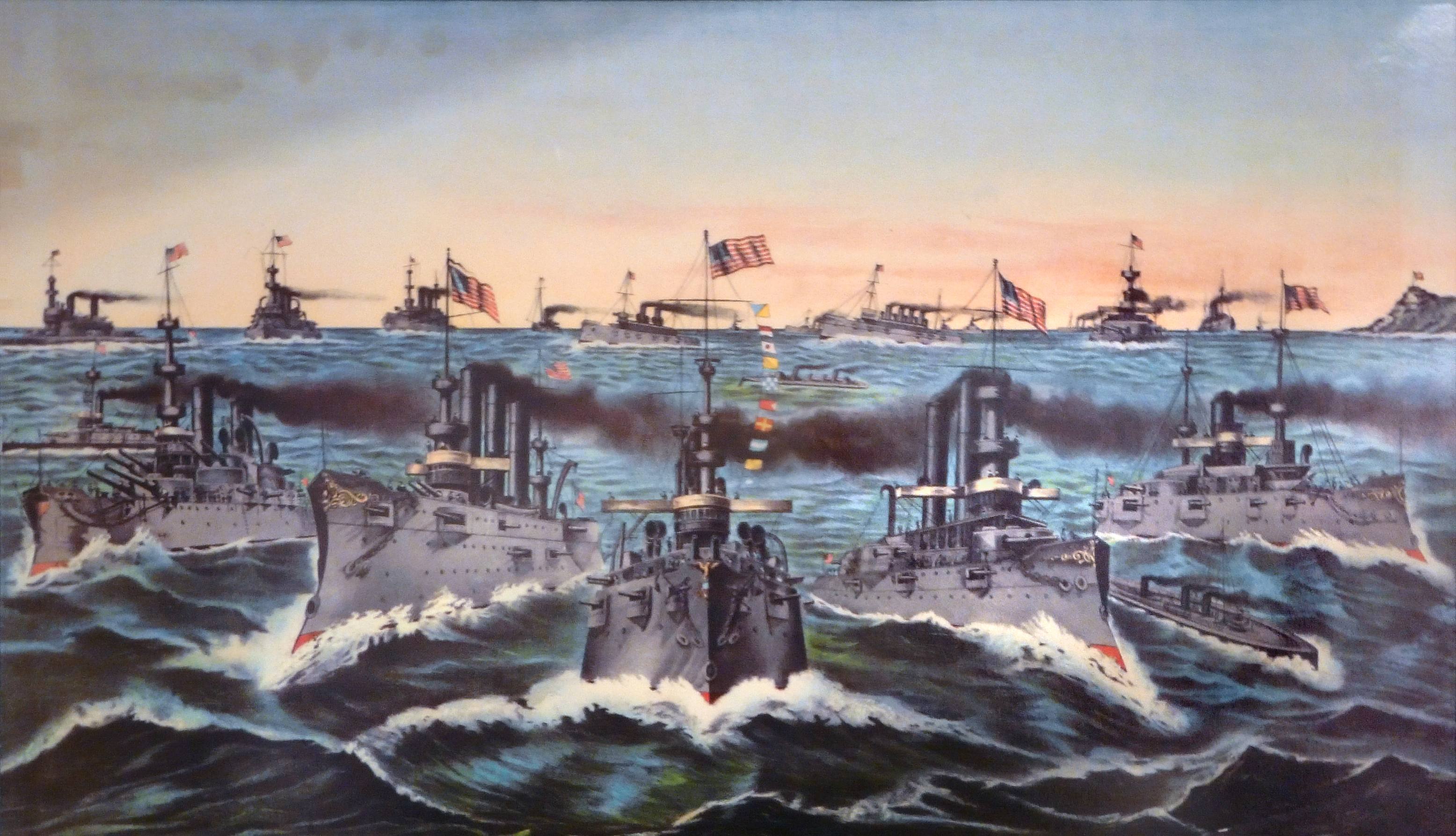
Az amerikai flottát ábrázoló korabeli rajz

Kubában már a 19. század első felében több spanyolellenes felkelés, illetve álcázott külső beavatkozás zajlott. 1851-ben Narciso López nevű dél-amerikai kalandor német, amerikai és magyar zsoldosokból (48-as honvédekből) szervezett expedícióba kudarcba fulladt támadást hajtott végre a kubai spanyol katonai erők ellen. Az első komoly kísérlet a kubai függetlenség kivívására az 1868-ban kezdődő tízéves háború volt, amelynek lezárásául 1878 februárjában megkötötték a zanjóni szerződést, amelyben reformokra tettek ígéretet a spanyolok. Ennek ellenére felkelők egy csoportja folytatta a harcot a szélesebb önrendelkezés és végső soron a függetlenség kivívásáért. Egyikőjük, José Martí száműzetésben folytatta a pénzügyi és politikai függetlenség gondolatának támogatását. 1895 elején, hosszas szervezés után három irányból intézett támadást a sziget ellen.
A terv szerint a Máximo Gómez vezette egység Santo Domingóból, az Antonio Maceo Grajales vezette Costa Ricából, egy harmadik pedig az Egyesült Államokból kellett elinduljon (ez utóbbit a floridai hatóságok megakadályozták), és különböző pontokon partra szálljon, hogy felkeléseket robbantson ki. Bár a terv sikerrel járt, korántsem sikerült akkora erőt felvonultatniuk, mint Martí remélte. Miután a gyors győzelem lehetősége elveszett, a felkelők elhúzódó gerillaháború megvívására rendezkedtek be.
Antonio Cánovas del Castillo, a spanyol restaurációs alkotmány megalkotója és ebben az időben Spanyolország miniszterelnöke utasította Arsenio Martínez-Campos tábornokot, a korábbi kubai felkelés elleni harc kitüntetett veteránját, hogy fojtsa el a lázadást. A vonakodás, amivel elfogadta a kinevezést, és a módszer, amivel Oriente tartományban tartotta a lázadást a spanyol sajtó kritikájának célpontjává vált.
A növekvő nyomás arra kényszerítette Cánovast, hogy leváltsa Campos tábornok, és helyette Valeriano Weylert nevezze ki, akinek volt tapasztalata mind a tengerentúli, mind az anyaországi lázadások leverésében. Weyler úgy fosztotta meg a felkelést a fegyverektől, utánpótlástól és segítségtől, hogy bizonyos kubai körzetek lakóit úgynevezett újraösszpontosító övezetekbe, tulajdonképpen koncentrációs táborokba kényszerítette a katonai támaszpontok közvetlen közelében, ezzel mintegy 100 000 kubai halálát okozva. Ez a stratégia eredményesnek bizonyult a lázadás terjedésének megfékezésében. Az Egyesült Államokban azonban a spanyolellenes propaganda tüzét hevítette. Egyik beszédében William McKinley elnök ezzel támadta a lázadók ellen tett spanyol lépéseket, és azt mondta, hogy „ez nem civilizált hadviselés”, hanem „kiirtás”.
A spanyol kormány Kubát nem gyarmatként, hanem egy tartományként kezelte, és rá volt szorulva a kereskedelemben és a hadsereg kiképzőtáboraként. Cánovas del Castillo miniszterelnök kijelentette, hogy „a spanyol nemzet kész arra, hogy feláldozza a kincstár utolsó pesetáját és az utolsó spanyol utolsó csepp vérét, mielőtt beleegyezik, hogy bárki elragadja tőle területének akár csak egy darabkáját is.” Cánovas ellen 1897-ben merényletet követtek el, és halála után egy instabil politikai rendszert hagyott hátra, ami nem kockáztathatott meg semmilyen presztízsveszteséget.

### Amerikai válasz
A kubai felkelés kitörése, Weyler módszerei és az ezek keltette közfelháborodás áldás volt az olyan újságok számára, mint a Joseph Pulitzer tulajdonában lévő New York World és a William Randolph Hearst birtokolta New York Journal, amelyek felismerték a lehetőséget a sok eladást eredményező hangzatos címekre és fejlécekre. Ezek a lapok úgy számoltak be az ottani helyzetről, ami megerősítette az elterjedt becsmérlő hozzáállást a spanyolokhoz. Az ország könyveiben, lakóinak gondolataiban és a tudományos életben a Spanyol Birodalmat egyébként is egy elmaradott, erkölcstelen államként kezelték, amelyet a rabszolgaságba döntött népek verejtékén és lopott aranyán építettek.
Az Egyesült Államoknak fontos gazdasági érdekeltségei voltak Kubában, amelyeket károsított az elhúzódó konfliktus és a mélyülő bizonytalanság Kuba jövőjét illetően. A tengeri szállítást végző cégek, amelyek nagyban támaszkodtak a szigettel folytatott kereskedelemre, súlyos pénzügyi veszteséget szenvedtek, ahogy a harc eredménytelenül folytatódott, és a kereskedelem mintegy kétharmaddal visszaesett. Ezek a cégek nyomást gyakoroltak a kongresszusra és az elnökre, hogy keressenek megoldást a háború befejezésére.
Az amerikai elnök látszólag békés megoldást keresett a helyzetre, de gőzerővel készült a háborúra, Kuba meghódítására. A spanyolokkal szemben azzal fenyegetőzött, hogy elismeri Kubát hadviselő félként, így engedélyezi a felkelők jogszerű újrafelfegyverzését amerikai cégek által, és Madridba küldte tárgyalni Stewart L. Woodfordot, aki Práxedes Sagasta miniszterelnökkel, Cánovas kubai autonómiát támogató utódjával folytatott zökkenőmentes megbeszéléseket. Weylert leváltották, és Kuba számára az autonómia megadását 1898. január 1-jére tűzték ki. Az amerikaiak bizalmatlanul álltak ehhez, a felkelők pedig tovább folytatták a harcot a teljes függetlenségért.

### USS Maine

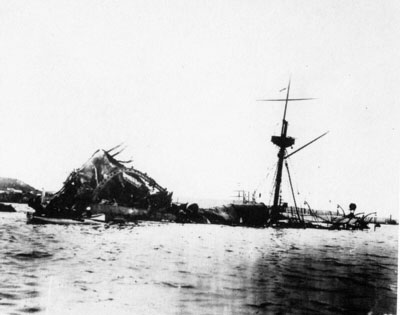
A felrobbant USS Maine roncsa Havanna kikötőjében

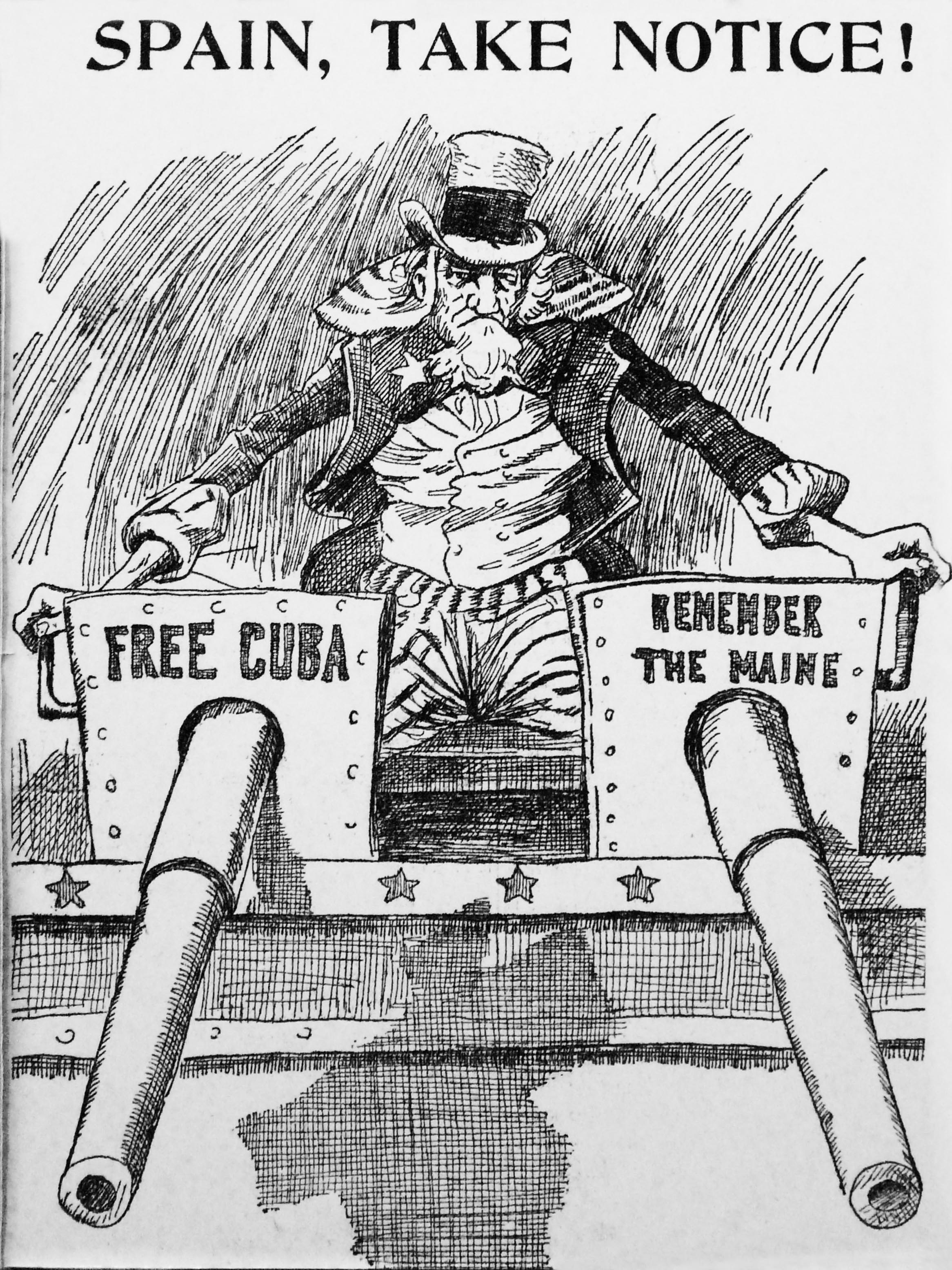
A Maine pusztulása után készült amerikai karikatúra: Uncle Sam egy „független Kuba” és egy „emlékezz a Maine-re” feliratú löveget fog, miközben arra szólítja fel Spanyolországot, hogy vegye tudomásul ezeket

1898 januárjában, 11 nappal az autonómia megadása után kisebb zavargás tört ki Havannában, amit az amerikai újságokon felháborodott Weyler-párti spanyol tisztek művének gondoltak. Az amerikai állampolgárok és érdekek védelmére az elnök január 24-én a térségbe vezényelte a USS Maine páncélos cirkálót, ami másnap érkezett meg. Bár a hajó kiküldésének szükségessége hosszú ideje világos volt (már 1878 októberében a floridai Key Westbe küldték), mindössze 18 órával előtte értesítették a spanyolokat, megsértve a diplomáciai korabeli szabályait. Ahogy a Maine elhagyta Floridát, az Észak-atlanti Hajóraj nagy részét Floridába és a Mexikói-öbölbe vezényelték, míg más hajókat Lisszabon és Hongkong közelébe küldtek.
Charles Sigsbee, a hajó kapitánya el kívánta kerülni a bajt, így legénységének nem engedélyezte, hogy partra szálljanak a havannai kikötőben. A hajó érkezése a kapitány és Fitzhugh Lee havannai konzul jelentése szerint csökkentette a feszültségeket. Február 15-én 21:40-kor azonban robbanás rázta meg a Maine-t a kikötőben, és a roncs gyorsan elsüllyedt, 260 tengerész halálát okozva, majd később még hatan haltak bele a sérüléseikbe. A kapitány és a tisztek nagy része annak köszönhetően maradt életben, hogy hálókörletük a hajó végében volt, amit nem ért kár. A túlélőket a parti hatóságok és egy amerikai gőzös mentették ki.
Az amerikai Tengerészeti Minisztérium azonnal vizsgálóbizottságot állított fel, ami négy hétig folytatott vizsgálatot Havannában. A március 28-án nyilvánosságra hozott jelentésben arra jutottak, hogy a hajó lőszerkészletének berobbanását egy hajótesten kívül felrobbanó akna okozta. Ez olaj volt a tűzre az amerikai közvéleménynek, és elkerülhetetlenné tette a háborút. A spanyol vizsgálat ezzel ellentétesen egy belső robbanást tett meg a hajó pusztulásának okaként. Több későbbi vizsgálat is született a kérdésben: 1974-ben Hyman George Rickover amerikai admirális szintén a belső robbanást fogadta el, míg a National Geographic Society számítógépes rekonstrukciója 1999-ben arra jutott, hogy egy akna is okozhatta azt.

### Hadüzenet
A Maine pusztulása után Hearst és Pulitzer úgy döntött, a spanyolokat kell felelőssé tenni, a teóriát pedig tényként közölték a lapjaikban, szenzációhajhász és megdöbbentő címekben számolva be a történésekről. A lapok felnagyították a történéseket és a spanyolok kubai foglyaikkal való bánásmódját. Bár igaz történésekről számoltak be, gyújtó hangvétellel tették azt, heves reakciót kiváltva az olvasókból. Egy anekdota szerint Hearst rajzolójának, Frederic Remingtonnak véleményére – miszerint Kubában nem olyan rossz a helyzet, hogy garantált legyen a háború – azt válaszolta, hogy „maga szolgáltatja a képeket, én szolgáltatom a háborút”. A „sárga újságírás” azonban New Yorkon kívül nem volt jellemző, és ma már a történészek nem tartják a közhangulatot jelentősen befolyásoló tényezőnek.
Redfield Proctor vermonti republikánus szenátor március 17-i beszédében részletesen elemezte a helyzetet, majd arra jutott, hogy a háború az egyetlen válaszlehetőség. Ez a beszéd volt az utolsó lökés, ami az Egyesült Államokat a háborús útra terelte. Sok üzleti és vallási közösség, ami addig ellenzte a háborút, most átállt a másik táborba, magára hagyva McKinley elnököt és Reed képviselőházi elnököt a fegyveres konfliktussal való szembenállásban. Április 11-én az elnök felhagyva addigi álláspontját, azzal kéréssel fordult a Kongresszushoz, hatalmazza fel, hogy katonákat küldjön Kubába, amivel véget vethetnek az ottani konfliktusnak.
Április 19-én, miközben a Kongresszusban a kubai függetlenséget támogató közös határozatról tárgyaltak, Henry M. Teller coloradói republikánus szenátor olyan értelmű kiegészítést javasolt, ami kizárta, hogy a háború után az Egyesült Államok végleges irányítást szerez a sziget felett. A javaslatot a Szenátus 42:35, a Képviselőház 311:6 arányban fogadta el, és az így elfogadott határozatban Spanyolország kivonulását követelték, valamint felhatalmazták az elnököt, hogy akkora katonai erőt vessen be, amekkorát szükségesnek lát Kuba függetlenedésének segítésében. Az elnök április 20-án írta alá, majd ultimátumot küldött Spanyolország, ami másnap megszakította a diplomáciai kapcsolatot az Egyesület Államokkal. Az amerikai flotta ezen a napon kezdte meg Kuba blokádját. Spanyolország április 23-án üzent hadat, míg az amerikai Kongresszus április 25-én jelentette be, hogy a két állam között 21-e, a blokád megkezdése óta háború van.

### Blokád
Április 21-én az amerikai flotta blokád alá helyezte Kubát, de az amerikai csapatok partraszállására csak június 22-én került sor. A blokád elsődleges célja a spanyol utánpótlások szállításának megakadályozása, így a kubai felkelők támogatása volt.
J.C. Breckenridge, az Egyesült Államok helyettes hadügyi államtitkára 1897 decemberében memorandumban fejtette ki a kormányzat háborús céljait Nelson A. Miles tábornoknak, az amerikai hadsereg főparancsnokának. Ebben a kubai (spanyol) hadsereggel és a lakossággal szemben a következő feladatokat szabta:

„(A kubai) nép nem törődik a vallással, többségük erkölcstelen és egyidejűleg nagyon szenvedélyes, érzéki. Mivel csak nagyon halvány elképzelésük van arról, mi a helyes és mi a rossz, hajlamosak arra, hogy ne a munkában, hanem az erőszakban keressék az örömet. Ennek az erkölcstelenségnek a logikus következménye az élet tiszteletének hiánya.
Nyilvánvaló, hogy ezeknek a zavaros elemeknek ilyen nagy számban történő azonnali integrálása a föderációnkba őrültség lenne, ezért előtte meg kell tisztítanunk az országot, még akkor is, ha ez olyan módszereket követel, amiket az isteni gondviselés Szodoma és Gomorra esetében alkalmazott.
Mindent el kell pusztítanunk, ami ágyúink hatókörébe kerül. Szigorú blokádot kell alkalmaznunk, hogy az éhség, és állandó társa, a járvány aláaknázza a békés lakosságot és megtizedelje a kubai hadsereget. A szövetséges hadseregnek folyamatos felderítő és előörs akciókat kell végrehajtani annak érdekében, hogy a kubai hadsereg két front közé kerüljön is veszélyes, kétségbeesett műveletekre kényszerüljön.”

– J.C. Breckenridge

A memorandum a továbbiakban arra is felhívja a figyelmet, hogy a spanyol reguláris csapatok távozása után is konfliktusokat kell majd provokálni az új kormányzat sorain belül, hogy azok hajlandóak legyenek az amerikai követeléseknek megfelelően cselekedni.

„Összegzésképpen, politikánknak mindig a gyengébb fél támogatására kell irányulnia, amíg mindkettőt ki nem irtottuk, hogy annektálhassuk az Antillák Gyöngyét.”

## Csendes-óceáni hadszíntér

### Fülöp-szigetek

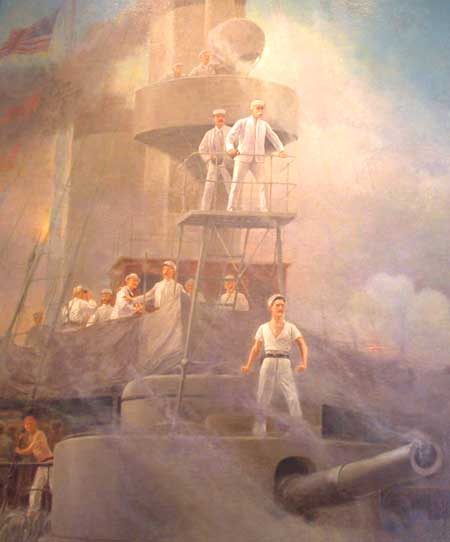
George Dewey sorhajókapitány a USS Olympia fedélzetén a Manila-öböli csata idején

Theodore Roosevelt tengerészeti miniszterhelyettes még február 25-én Hongkongba vezényelte az ázsiai hajórajt, és az egység április 27-én hagyta el a kikötőt a Fülöp-szigetek felé indulva. A háború legelső összecsapására a Manilai-öbölben került sor május 1-jén, amikor a George Dewey sorhajókapitány vezette hajóraj néhány óra leforgása alatt megsemmisítette Patricio Montojo admirális flottáját, 371 fős veszteséget okozva. Az amerikaiak mindössze 9 sebesültet és egy halottat veszítettek, aki szívinfarktusban hunyt el. Mivel a németek is szereztek maguknak kikötőt 1897-ben Csingtaóban, Deweyé volt az egyetlen flotta a térségben, amelyik nem rendelkezett helyi bázissal, ezért állandó szén- és lőszerproblémákkal küzdött. Mindezek ellenére a győzelmet követően, augusztus 13-án sikeresen elfoglalták Manilát is.
A győzelem után brit, német, francia és japán hajók jelentek meg az öbölben. A német flotta nyolc hajója látszólag a német érdekeket védendő tartózkodott itt, ám nagyon kezdeményező módon léptek fel: amerikai hajók elé vágtak be, a tengerészeti udvariasság szabályait felrúgva megtagadták a tiszteletadást az amerikai lobogónak, a kikötő körül vettek fel pozíciót és ellátmányt juttattak az ostromlott spanyol helyőrségnek. Az amerikaiak nem dőltek be a német blöffnek, és azzal fenyegettek, hogy amennyiben folytatják viselkedésüket, a következménye háború lesz. A német viselkedés abból következett, hogy úgy ítélték meg, az amerikaiak veszítenek a Fülöp-szigeteken és a lázadók szerzik meg az irányítást, utat nyitva a németek számára, hogy megszerezzék azt maguknak.
Dewey sorhajókapitány a szigetre szállíttatta Hongkongból Emilio Aguinaldót, az 1896-os spanyolellenes felkelés filippínó vezérét, hogy minél több helyit sorakoztasson fel a spanyol gyarmati kormányzat ellen. Júniusra az amerikai és filippínó erők a sziget nagy része felett megszerezték az ellenőrzést, Intramuros fallal körülvett városát kivéve. Június 12-én Aguinaldo kikiáltotta a Fülöp-szigetek függetlenségét. Augusztus 13-án az amerikai erők – nem értesülvén a fegyverszünetről – elfoglalták Manilát is. Ez az esemény egyben az amerikai–filippínó együttműködés végét is jelentette, mivel utóbbiak nagyon nehezteltek az amerikaiakra, miután nem engedték be az erőiket az elfoglalt városba. Ez később a filippínó–amerikai háborúhoz vezetett, ami jóval több áldozatot követelt, mint a spanyol–amerikai. Augusztus 14-én a Schurman-bizottság javasolta, hogy az Egyesült Államok tartsa fenn uralmát a Fülöp-szigeteken, a függetlenség későbbi megadásának lehetőségével.

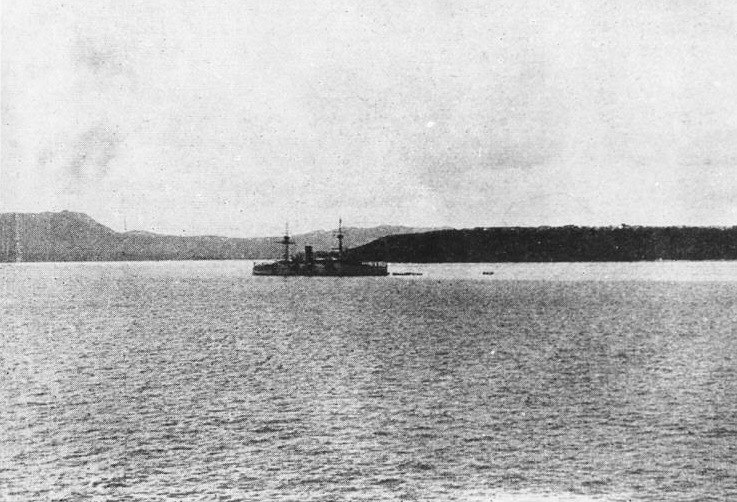
A USS Charleston a guami Agna kikötőjének bejáratánál

### Guam
Június 20-án a Henry Glass kapitány vezette amerikai flotta, ami a USS Charleston páncélozott cirkálóból és három szállítóhajóból állt, amelyek a Fülöp-szigetekre vittek katonákat, megérkeztek Guam Apra kikötőjébe. Itt a kapitány felbontotta a zárt parancsot, amiben arra utasították, hogy foglalja el a szigetet. A Charleston leadott néhány lövést a Santa Cruz erődre, amit nem viszonoztak. Két hivatalnok, akik nem tudtak a hadüzenetről, és ezért a lövéseket tiszteletadásnak vélték, a cirkálóhoz mentek, hogy bocsánatot kérjenek, amiért nem tudják viszonozni azt. Glass elmondta nekik, hogy Spanyolország és az Egyesült Államok hadban áll egymással. A következő napon William Braunersruehter hadnagyot küldte el a spanyol kormányzóhoz, hogy tárgyaljon a sziget és a helyőrség megadásáról. 54 spanyol katona adta meg magát, akiket a Fülöp-szigetre szállítottak hadifogságba. Amerikai erők nem maradtak a szigeten, de az ottani egyedüli amerikai állampolgár, Frank Portusach megígérte Glass kapitánynak, hogy gondoskodik mindenről, amíg az amerikai erők visszatérnek.

## Karibi hadszíntér

### Kuba

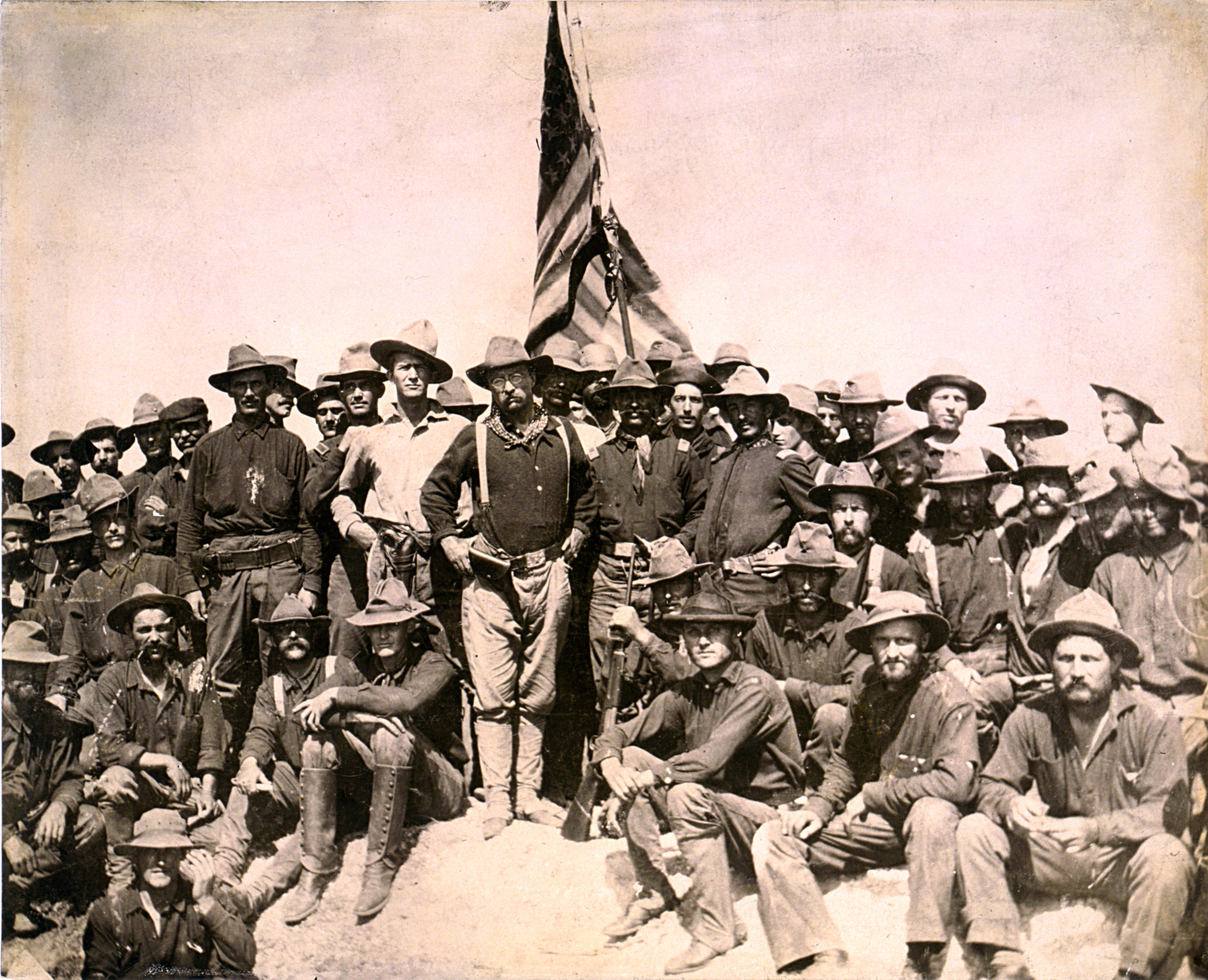
Theodore Roosevelt és a Rough Riders önkéntesei az elfoglalt San Juan-dombon

Theodore Roosevelt támogatta a kubai intervenciót, mind a kubaiak megsegítése, mind a Monroe-elv érvényesítése érdekében. Tengerészeti miniszterhelyettesként háborús állapotba helyezte a flottát, valamint felkészítette Dewey ázsiai flottáját a harcra. Eközben azon dolgozott Leonard Wooddal közösen, hogy a hadsereget meggyőzzék egy kizárólag önkéntesekből álló egység, az 1. önkéntes lovasság felállításáról. Wood kapta az ezred parancsnokságát, amely hamarosan Rough Riders néven vált ismertté.
Az amerikai haditerv Santiago de Cuba elfoglalására irányult, hogy ezzel megsemmisítsék Linares hadseregét és Cervera flottáját. Hogy elérjék a várost, át kellett törniük a San Juan-domb megerősített védelmén és El Caney egy kisvárosán. Az amerikai erőket a függetlenségért harcoló kubaiak is támogatták, Calixto García tábornok vezetésével.

## Fordítás
Ez a szócikk részben vagy egészben  a   Spanish–American War című angol Wikipédia-szócikk ezen változatának fordításán alapul.  Az eredeti cikk szerkesztőit annak laptörténete sorolja fel. Ez a jelzés csupán a megfogalmazás eredetét és a szerzői jogokat jelzi, nem szolgál a cikkben szereplő információk forrásmegjelöléseként.

## Kapcsolódó szócikk
- Kuba és az Egyesült Államok kapcsolatai